# 室蘭バイオマス発電所
室蘭バイオマス発電所（むろらんバイオマスはつでんしょ）は、北海道室蘭市にあるバイオマスの発電所。

## 概要
JXTGエネルギー（現在のENEOS）と日揮が出資して設立した合同会社「ENEOSバイオマスパワー室蘭合同会社」が運営しており、旧東燃ゼネラル石油が所有していた遊休地（約4万平方メートル）を活用した。ENEOSグループ主体としては初のバイオマス発電所となった。
発電した電気は、再生可能エネルギーの固定価格買い取り制度（FIT）を活用して北海道電力ネットワークに売電している。

## 設備
- 中央計器室
- 用役設備建屋
- 冷却設備
- 送電設備
- 蒸気タービン発電設備
- 流動層ボイラ設備
- 燃料サイロ
- 燃料ハンドリング設備
- 燃料置場